# Nila Mack

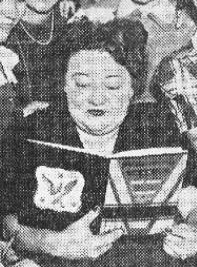
Nila Mack en una anuncio de 1944

Nila Mack (24 de octubre de 1891 en Arkansas City, Kansas - 20 de enero de 1953 en Nueva York, Nueva York) fue la creadora y directora de Let's Pretend, la larga serie radiofónica de la CBS para niños. Fue directora de programas infantiles de la CBS entre 1930 hasta 1953.
Nacida como Nila Mac, fue hija única. Añadió una "k" a su nombre porque le parecía que "Mac" era un apodo. Sin embargo, algunas fuentes, como su obituario en The New York Times, dicen que su nombre de nacimiento era Nila MacLoughlin. Su madre, Margaret, era profesora de baile. Su padre, Don Carlos, era un ingeniero ferroviario que murió en un accidente de tren cuando Nila era muy joven. Después de su muerte, asistió a una escuela de acabado de Illinois, Ferry Hall en Lake Forest, y más tarde tomó clases en Arkansas City y Boston, financiando su educación tocando el piano en el estudio de danza de su madre.

## Vodevil a Broadway
Se unió a una compañía de repertorio itinerante donde conoció y se casó con el actor Roy Briant. Trabajó en el vodevil y pasó seis años con la compañía Nazimova, con la que apareció en Broadway en Fair and Warmer y A Doll's House, así como en las versiones teatral y cinematográfica de War Brides (1918). Cuando su marido murió en diciembre de 1927, tras 13 años de matrimonio, Mack aceptó varios trabajos como actriz y escribió comedias para Nydia Westman y Fanny Brice.

## Radio
"Broadway me preparó para la radio", dijo Mack, que participó en el programa experimental de la CBS Radio Guild of the Air, la serie que se convirtió en el Columbia Workshop, y en un programa de comedia de la CBS, Nit Wits. Fue guionista y narradora de la serie Night Club Romances.
En 1930 Mack regresó a Arkansas City para cuidar de su madre enferma y empezó a trabajar en la emisora de radio local. Sin embargo, después de seis meses, la CBS se puso en contacto con ella para hacerse cargo de su programa infantil, The Adventures of Helen and Mary. Mack se trasladó a Nueva York y empezó a reestructurar el programa. Gwen Davies, miembro del reparto, recuerda que al principio Mack "estaba aterrorizada de trabajar con niños, porque nunca había tenido ninguno". Finalmente, cambió el contenido y el reparto, reuniendo una compañía de actores infantiles, y retitulando la serie como Let's Pretend. La serie se centró en la fantasía. Recordaba: "Estábamos en plena depresión cuando empezó "Let's Pretend"... Recordaba los cuentos de hadas que me llenaban de asombro cuando era muy joven. Pensé que si estas piezas animadas con un mensaje en el corazón habían significado tanto para mí, a otros niños también les gustarían". Además de los guiones originales, la serie emitió más de 300 adaptaciones de cuentos de hadas. Cream of Wheat firmó como patrocinador del programa.
El miembro del reparto Arthur Anderson escribió que se dio cuenta:
...de lo mucho mejor que sería un reparto de actores infantiles, que podrían transmitir mucho más que los adultos la franqueza, la inocencia y la sencillez que ella quería para el programa... Además de los guiones de Nila Mack, su genialidad a la hora de elegir y trabajar con su elenco juvenil fue la principal razón por la que el programa sobrevivió más tiempo que cualquier otro programa dramático de la radio estadounidense. Nila Mack era... una mujer solitaria en un mundo de hombres.

## Premios
Con el éxito de Let's Pretend, la CBS la nombró directora de programas infantiles. La serie se emitió desde 1934 hasta 1954, cosechando numerosos premios, entre ellos dos premios Peabody, un premio del Comité Nacional de Mujeres de la Radio y cinco premios del Radio Daily.
Nila Mack murió de un ataque al corazón en su apartamento de Manhattan el 20 de enero de 1953.

## Ver
- El actor Larry Robinson habla de Nila Mack como directora.

## Escuchar
- Let's Pretend: "Jack and the Beanstalk" {26 de octubre de 1946}